# LSPM J2146+3813
LSPM J2146+3813 is rode dwerg met een spectraalklasse van M5V waarvan Dittmann et al. in 2014 de afstand bepaalde. De ster bevindt zich in het sterrenbeeld Cygnus op 22,99 lichtjaar van de zon.